# Lijst van systeemdenkers
Deze lijst geeft een overzicht van toonaangevende wetenschappers, die belangrijke bijdragen hebben geleverd op het gebied van systeemtheorie, chaostheorie, dynamische systemen; aanverwante terreinen als cybernetica; en toepassingsgebieden als systeemkunde, systeembiologie, systeempsychologie etc.
Systeemtheorie is een fundamentele multidisciplinaire theorie met uitwerkingen in vele vakwetenschappen. Er bestaan praktisch geen wetenschappers gespecialiseerd in de systeemtheorie. Alle (hier genoemde) wetenschappers zijn op de eerste plaats specialisten in hun eigen vakgebied. Hun bijdragen aan de systeemtheorie zijn dan ook vaak in of vanuit hun eigen specialismen uitgewerkt. In onderstaande lijst is alleen het eerste specialisme genoemd.

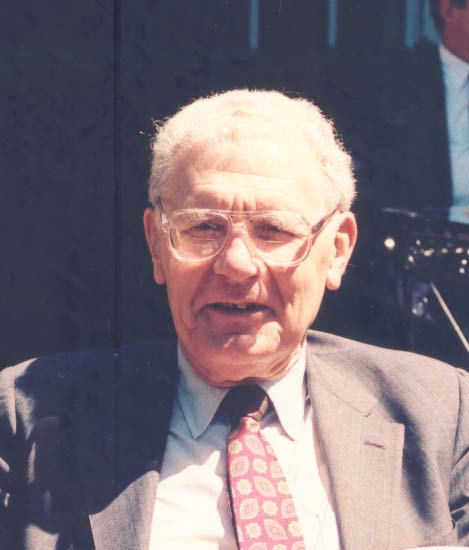
Russell Ackoff

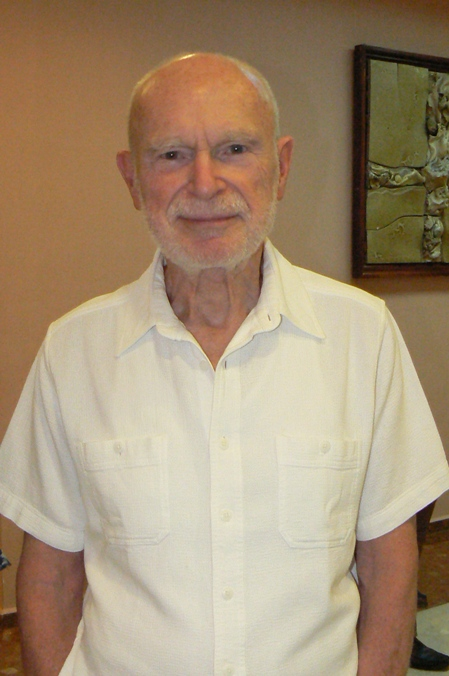
George Klir

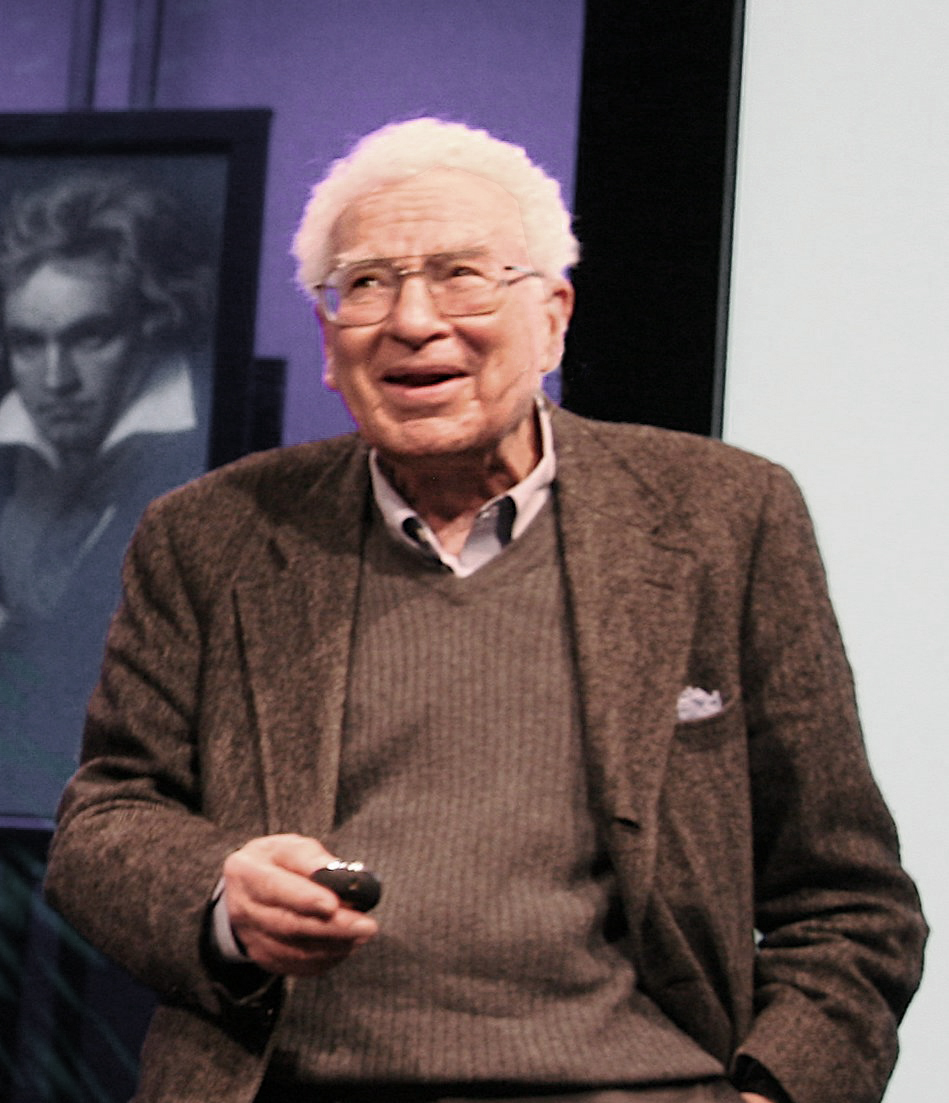
Murray Gell-Mann

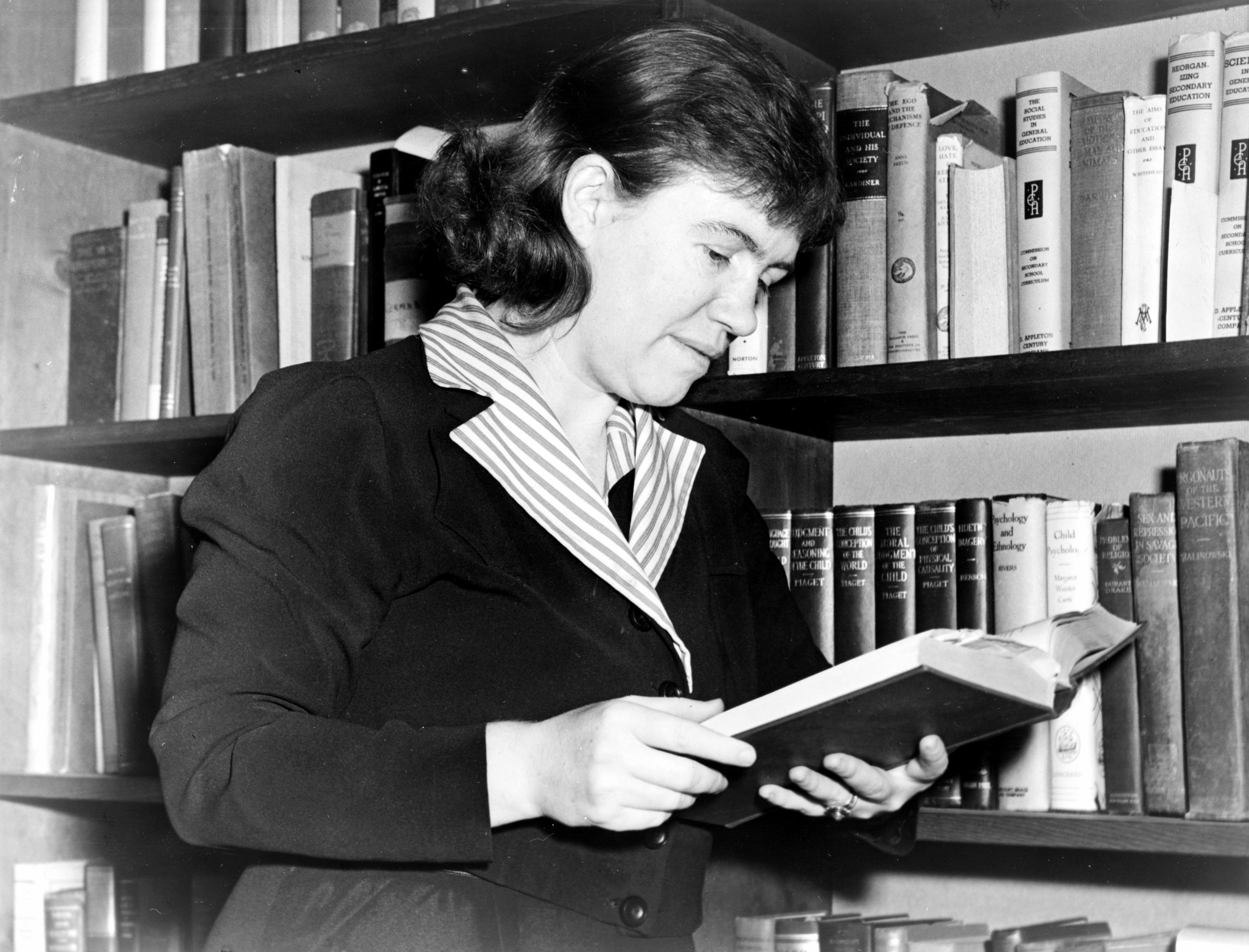
M. Mead

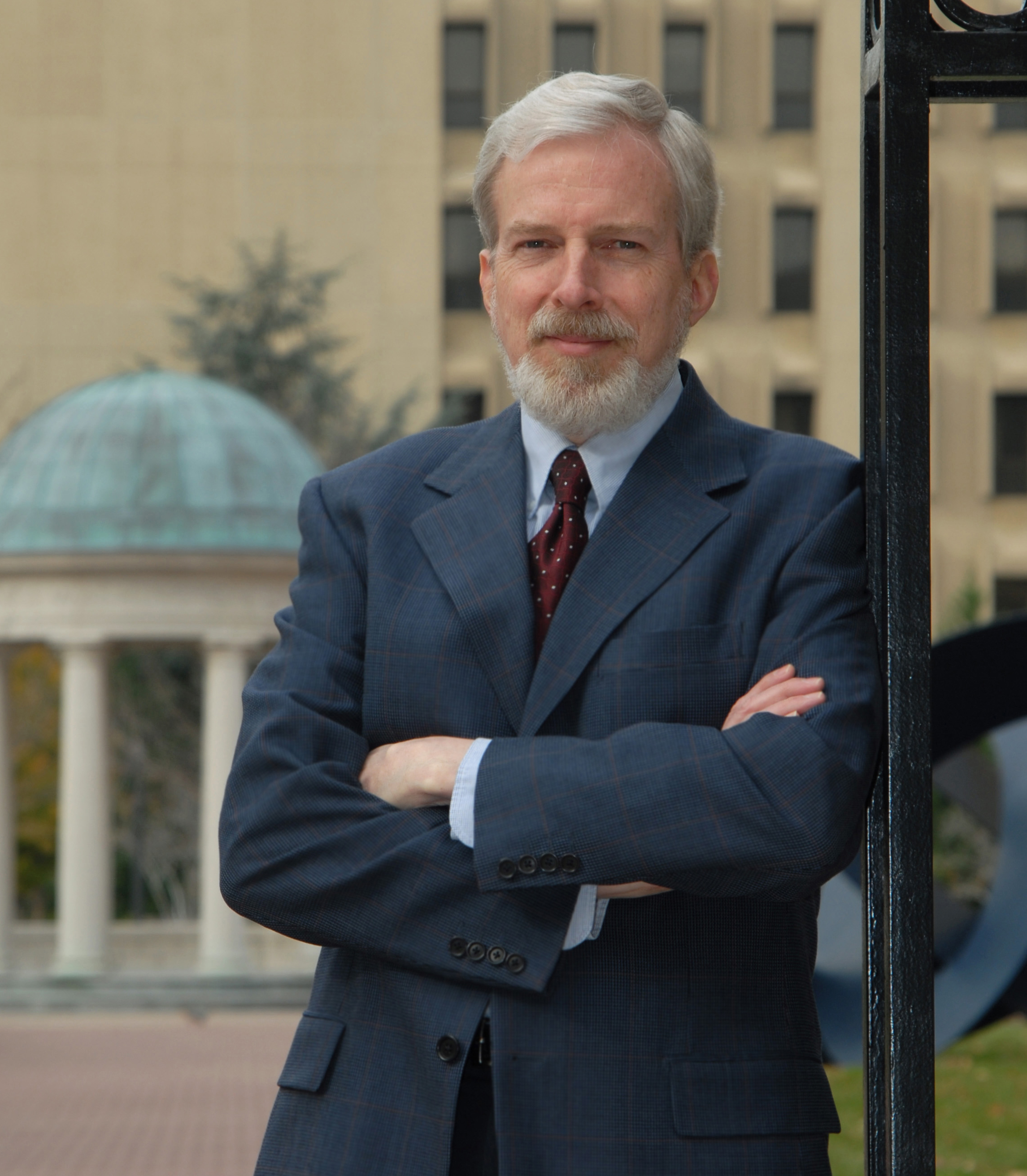
Stuart Umpleby

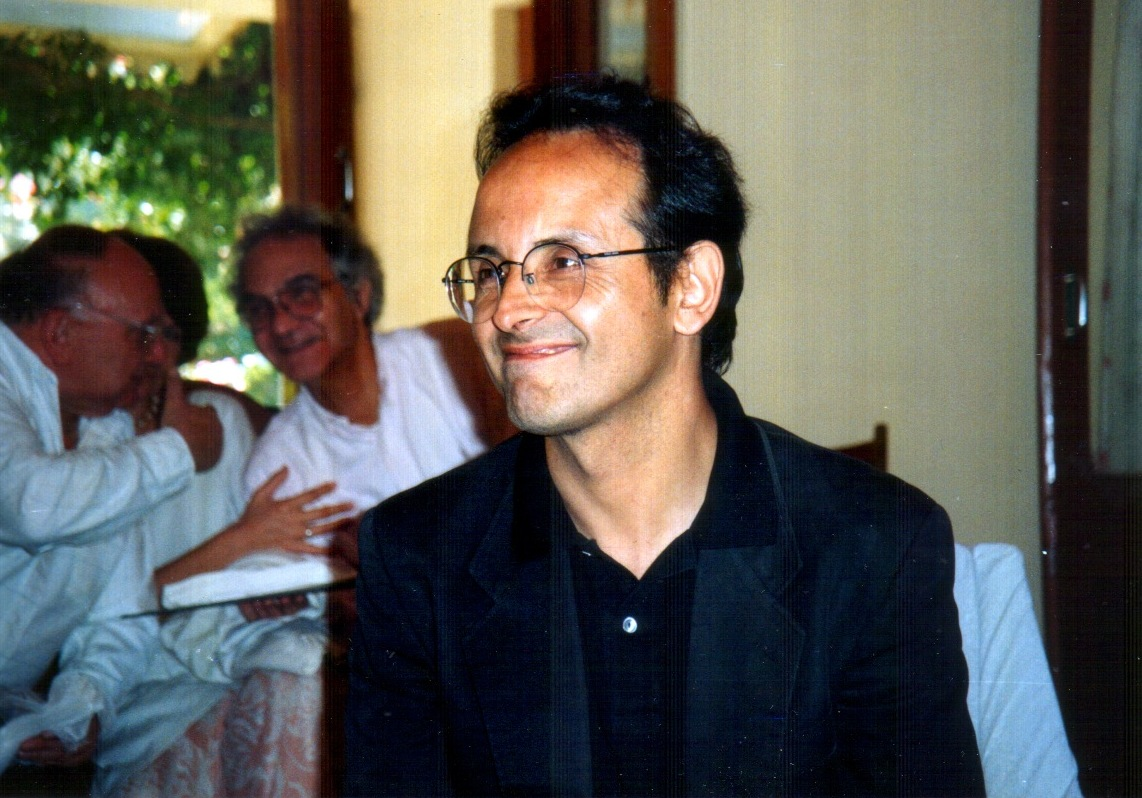
F. Varela

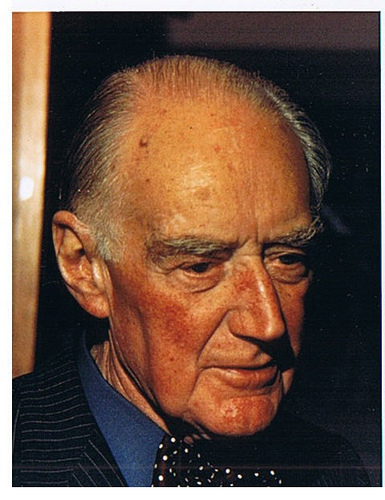
C.G. Vickers

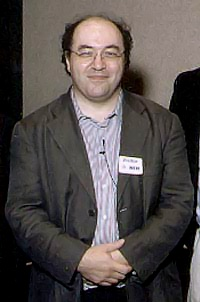
S. Wolfram

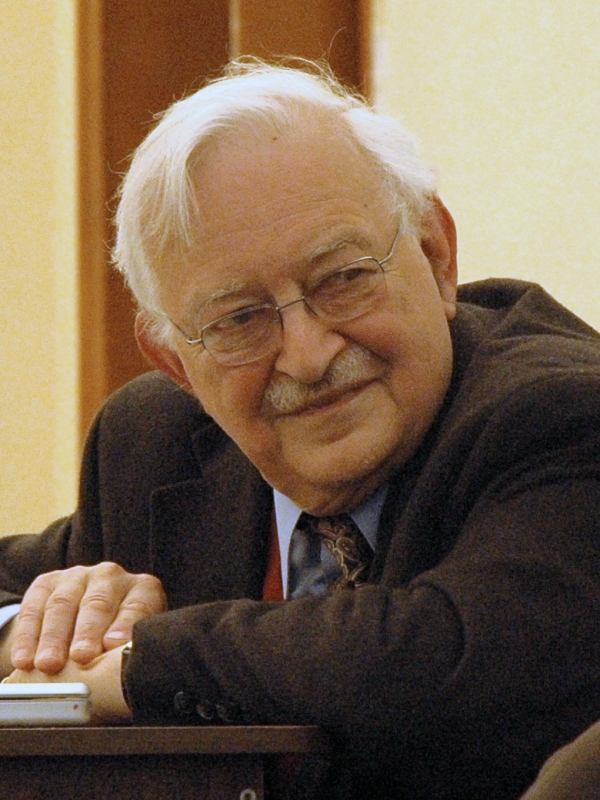
I. Wallerstein

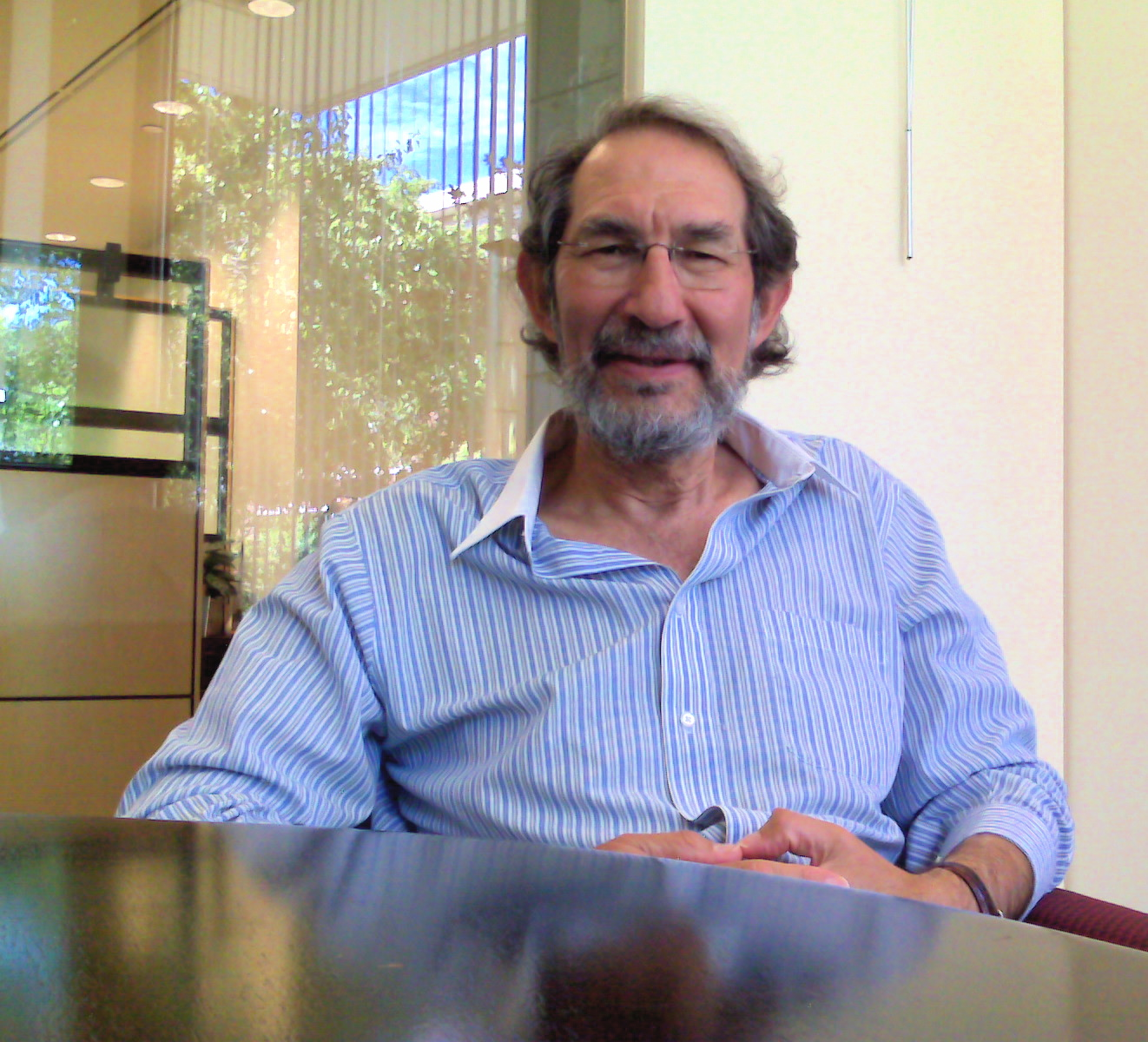
Geoffrey West

## A
- Russell L. Ackoff (1919-2009), Amerikaans organisatiekundige
- Leo Apostel (1925-1995), Belgisch filosoof
- W. Ross Ashby (1903-1972), Brits psycholoog

## B
- Béla H. Bánáthy (1919-2003), Hongaars systeemtheoreticus
- Gregory Bateson (1904-1980), Brits antropoloog
- Kenneth D. Bailey, Amerikaans socioloog
- Ludwig von Bertalanffy (1901-1972), Oostenrijks bioloog
- Piet Bolwijn (1940). Nederlands bedrijfskundige
- Kenneth E. Boulding (1910-1993) Brits econoom

## C
- Peter Checkland (1930), Brits organisatiekundige
- Harold Chestnut (1918-2001), elektrotechnicus
- C. West Churchman (1913-2004), Amerikaans organisatiekundige

## D
- Robert W. Dilts (1955) is een ontwikkelaar van Neuro-Linguïstisch Programmeren.

## E
- Frederick Edmund Emery (1925-1997), Australisch psycholoog

## F
- Robert L. Flood (1955), Brits organisatiekundige
- Heinz von Foerster (1911-2002), Oostenrijks fysicus
- Jay Forrester (1918), Amerikaans systeemdynamicus
- Charles François (1922), Belgisch cyberneticus

## G
- Ralph W. Gerard (1900-19174), Amerikaans neuroloog
- Harry H. Goode (1909-1960), Amerikaans computertechnicus
- Felix Geyer (1933), Nederlands socioloog

## H
- Arthur David Hall (1925-2006), Amerikaans elektrotechnicus
- Albert Hanken (1926), Nederlands wis- en natuurkundige
- Francis Heylighen (1960), Belgisch cyberneticus

## J
- Michael C. Jackson (Mike) (1951), Brits organisatiekundige

## K
- Rudolf Emil Kálmán, (1930-2016), Hongaars elektrotechnicus en wiskundige
- Doede Keuning (1943), Nederlands bedrijfskundige
- Ted Kumpe (1940), Nederlandse bedrijfskundige
- George Klir (1932), Tsjechisch-Amerikaans computerwetenschapper
- Nic J.T.A. Kramer (1949), Nederlands bedrijfskundige

## L
- Henny Langeveld (1926-2004), Nederlands sociologe
- Rudi Laermans (1957), Vlaams socioloog
- Ervin László (1932), Hongaars-Amerikaans sociaal filosoof
- Antonius C. J. de Leeuw (1941), Nederlands bedrijfskundige
- Loet Leydesdorff (1948), Nederlands socioloog
- Bernard C. J. Lievegoed (1905-1992), Nederlands pedagoog en organisatiekundige
- Niklas Luhmann (1927-1998), Duits socioloog

## M
- Robert Engel Machol (1917-1998), Amerikaans systeemkundige
- Pierre Ch. A. Malotaux (1923), Nederlands bedrijfskundige
- Murray Gell-Mann (1929) is een Amerikaanse natuurkundige
- Humberto R. Maturana (1928), Chileens neurowetenschapper
- Charles McClelland, (1917) Amerikaans wetenschapper
- Warren S. McCulloch (1899-1969) Amerikaans neurofysioloog
- Margaret Mead (1901-1978), Amerikaans antropoloog
- Donella Meadows (1941-2001), Amerikaans ecoloog
- Mihajlo D. Mesarovic (1928), Joegoslavisch computerwetenschapper
- Gerald Midgley, Brits organisatiekundige
- James Grier Miller (1916-2002), Amerikaans bioloog
- John Mingers, Brits organisatiekundige
- Mark Mobach (1966), Nederlands bedrijfskundige

## N
- John von Neumann (1903-1957), Amerikaans wiskundige

## O
- Howard Thomas Odum (1924-2002), Amerikaans bioloog en ecoloog

## P
- Talcott Parsons (1902-1979), Amerikaans socioloog
- Gordon Pask (1928-1996), Engels cyberneticus
- Howard Hunt Pattee (1926), Amerikaans bioloog
- Cees van Peursen (1920-1996), Nederlands filosoof
- William Treval Powers (1926), Amerikaans psycholoog
- Ilya Prigogine (1917-2003), Belgisch scheikundige

## R
- Rudy Rabbinge (1946), Nederlands landbouwkundige
- Anatol Rapoport (1911-2007), Russisch mathematicus, psycholoog
- Robert Rosen (1943), Amerikaans bioloog

## S
- Arjan van der Schaft (1955), Nederlands wiskundige
- Peter Senge (1947), Amerikaans organisatiekundige
- Claude Shannon (1916-2001), Amerikaans informatietheoreticus
- Herbert Simon (1916-2001), Amerikaans wetenschapper
- Ulbo de Sitter (1930-2010), Nederlands socioloog
- Henk G. Sol (1952), Nederlands informaticus
- Anthony Stafford Beer (1926-2002), Brits bedrijfskundige

## U
- Stuart Umpleby (1944), Amerikaanse organisatiekundige

## T
- Floris Takens (1940), Nederlandse wiskundige.
- Hendrik Thierry (1902-1976), Nederlands econoom en bedrijfskundige
- Willem van Tilburg (1942), Nederlands psychiater
- Bart Tromp (1944–2007), Nederlandse socioloog

## V
- Francisco J. Varela (1945-2001), Chileens bioloog
- Jan in 't Veld (1925-2005), Nederlands organisatiekundige
- Alexander Verbraeck (1962), Nederlands wiskundige
- Etienne Vermeersch (1934-2019), Vlaams systeemfilosoof
- Geoffrey Vickers (1884-1982), Engels organisatiekundige

## W
- Immanuel Wallerstein (1930) is een Amerikaanse socioloog
- John Nelson Warfield (1925-2009), Amerikaans elektrotechnicus
- Paul Watzlawick (1921-2007), Oostenrijks communicatiewetenschapper
- Warren Weaver (1894-1978), Amerikaans wiskundige en communicatiewetenschapper
- Jozef Julius van der Werf (1950), Nederlands bedrijfseconoom
- Geoffrey West (1940), Amerikaans theoretisch natuurkundige
- Norbert Wiener (1894-1964), Amerikaans wiskundige

## Z
- Lotfi Asker Zadeh (1921-2017), Azerbeidzjaans cyberneticus
- Gerard de Zeeuw (1936), Nederlands socioloog
- Hans van der Zouwen (1939), Nederlandse socioloog